# ماریسا میلر
ماریسا میلر (به انگلیسی: Marisa Miller) (زاده ۱۲۶ اوت ۱۹۷۸) مدل آمریکایی است که بیشتر به خاطر ظهور در نشریه سالانه نسخه لباس شنای اسپورتس ایلاستریتد و کار به عنوان مدل در ویکتوریا سکرت شناخته شده است. او کار با هر دو شرکت را از سال ۲۰۰۲ پس از یک دوره همکاری با ماریو تستینو عکاس مد برای مجله‌هایی مانند ووگ آغاز کرد. میلر همچنین به خاطر داشتن قرارداد با شرکت‌هایی مانند هارلی-دیویدسن و نیز تصاحب شماره یک فهرست ۱۰۰ داغ سال ۲۰۰۸ در مجله ماکسیم شناخته شده است. او در کنار حرفه‌اش به امور خیریه نیز می‌پردازد، به‌عنوان نمونه او یکی از سفیران انجمن سرطان آمریکا است.